# Ligęzów (województwo opolskie)
Ligęzów – osada w Polsce, położona w województwie opolskim, w powiecie oleskim, w gminie Olesno.